# Big Picture (chương trình chiếu mạng)
Big Picture (Hangul: 빅 픽처), là một chương trình truyền hình chiếu mạng của Hàn Quốc được phát sóng trên Naver, với sự tham gia của Kim Jong-kook và Haha cùng với Kim Kap Jin (quản lý của Kim Jong-kook) đóng vai trò là khán giả của chương trình. Chương trình được phát sóng từ thứ Hai đến thứ Tư và thứ Sáu lúc 16:00 theo giờ Việt Nam  trên Naver và V Live.